# Сцены из жизни Карла Борромея

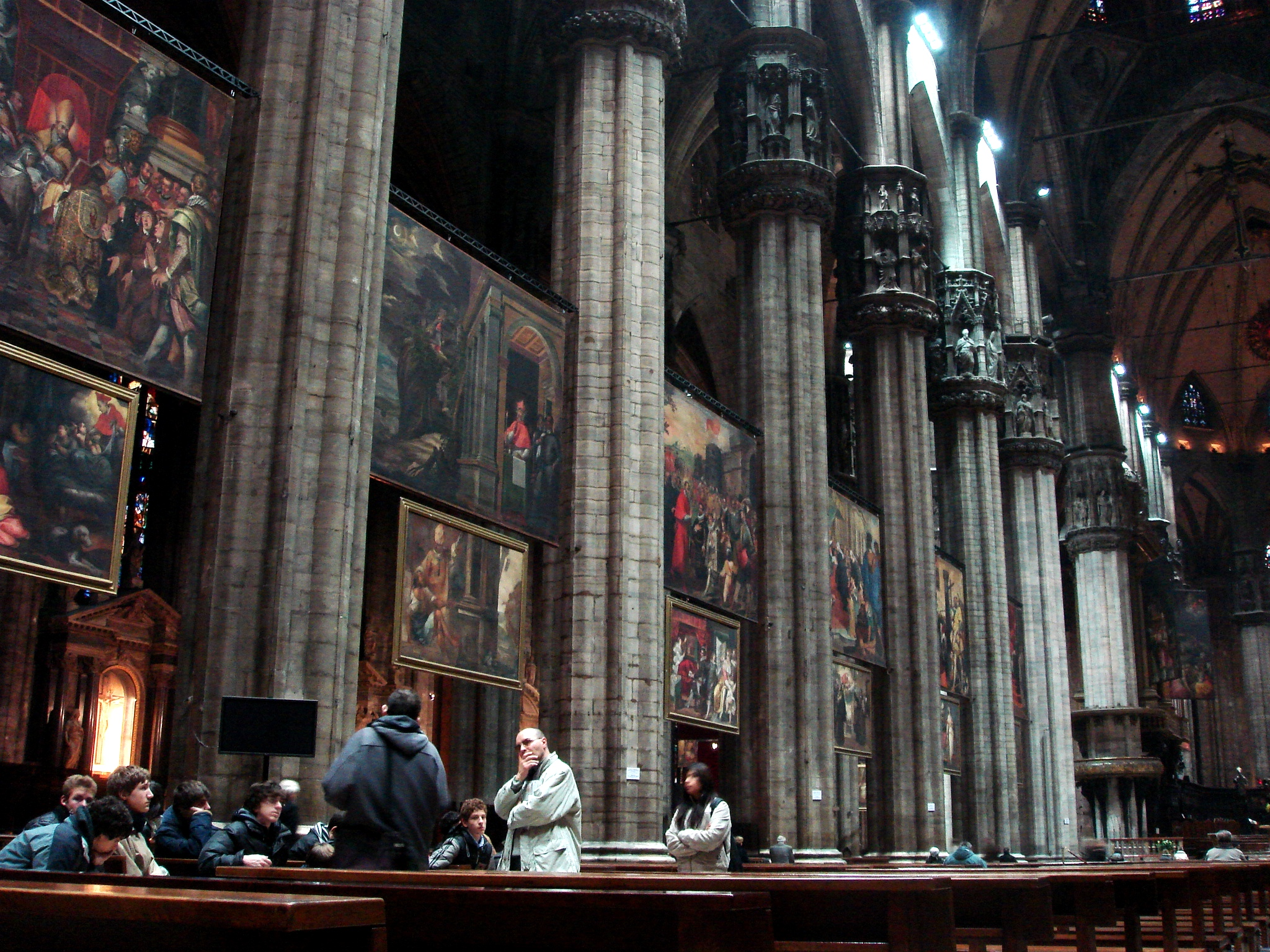
Квадрони в нефе Миланского собора.

Квадрони Святого Карла Борромея (итал. Quadroni di San Carlo) — это серия из 54 картин, посвящённых святому Карло Борромео, написанная специально для Миланского собора по заказу его капитула группой итальянских художников; экспонируется в интерьере собора в ноябре-декабре каждого года, иногда и в другое время.
Занимая пост архиепископа Миланского, Карло Борромео возобновил в 1567 году активные работы по строительству Миланского собора и в 1577 году повторно освятил его, хотя строительные работы ещё не были завершены. Св. К. Борромео является одним из двух святых покровителей архиепархии Милана.
Квадрони св. Карло Борромео состоят из двух циклов больших полотен, написанных темперой на холсте:
Первый цикл — «Жизнь блаженного Карло», состоящий из 28 картин размером около 4,75×6 м, был начат в 1602 году, после беатификации К. Борромео. В них изображены эпизоды из жизни К. Борромео, в основном, в бытность его архиепископом Миланским. Большая часть работ была завершена к ноябрю 1610 года, хотя некоторые полотна писались позднее, в XVIII веке.
Второй цикл — «Чудеса святого Карло», состоящий из 26 картин размером около 2,4×3,6 м, был выполнен в период с декабря 1609 до ноября 1610 года. Так как произведения, изображающие чудеса и исцеления, сотворённые К. Борромео, нельзя было выставлять до его канонизации, «Чудеса…» были впервые представлены вместе в «Жизнью…» в Миланском соборе 4 ноября 1610 года, через три дня после объявления Карло Борромео святым и через 26 лет после его смерти.

## Местоположение, автор и название картин

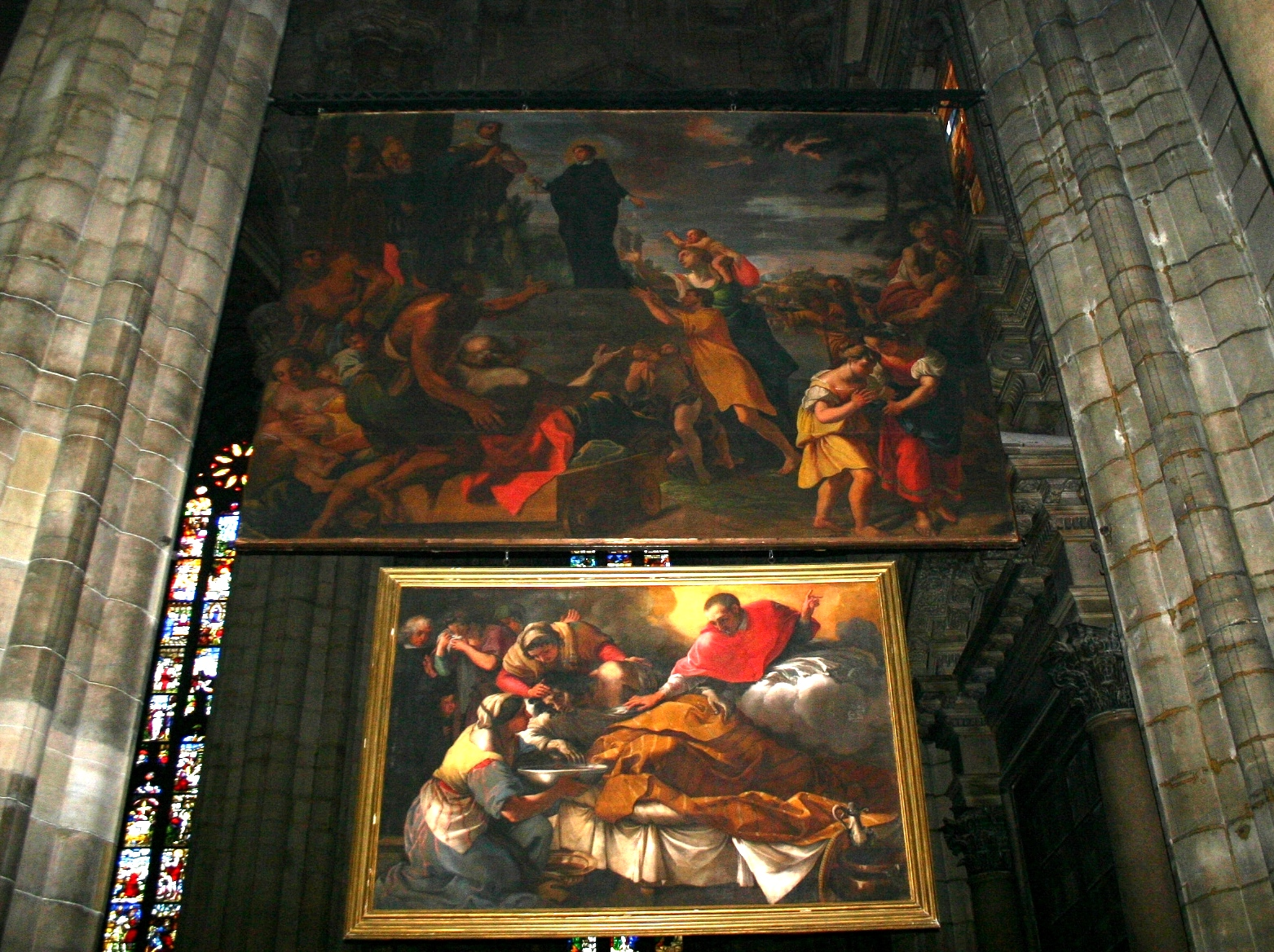
Вверху -Д. Бонола, «Св. Карло, получив сан аббата, раздаёт имущество бедным» (1690);внизу - Д. Бонола, «Чудо Марко Спаньоло» (1681).

### Слева за органом
- Чезаре Фьори, «Рождение Св. Карло в Ароне» (1660).

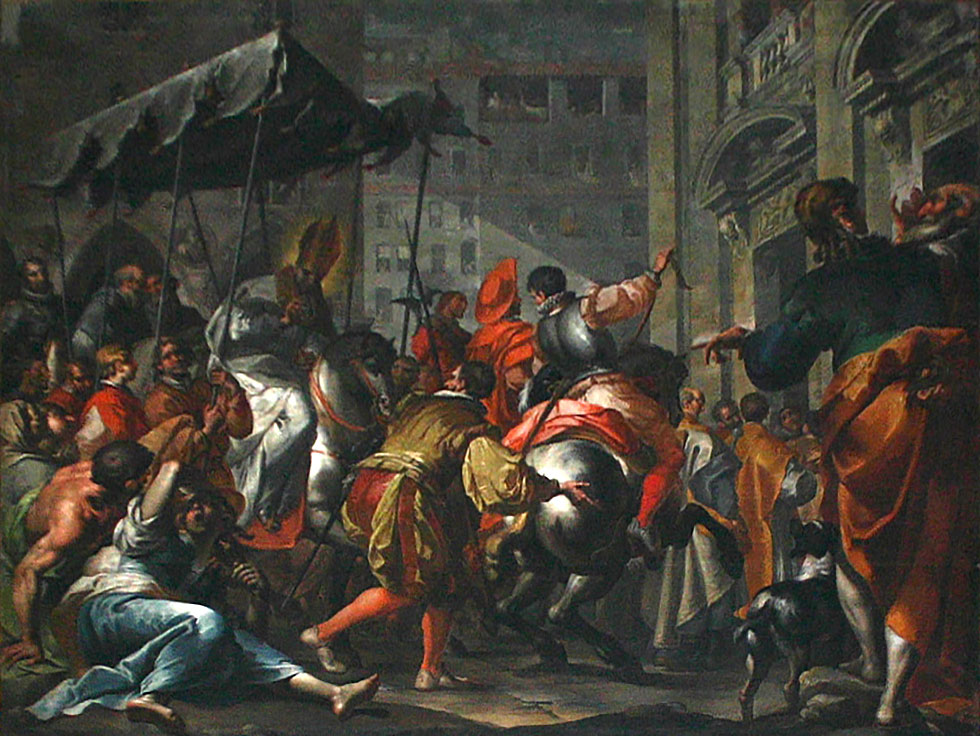
Ф. Аббьяти, «Торжественный въезд Св. Карло в Милан» (1670—1680).

### Правая сторона нефа от входа кпресвитерию
- Джорджо Бонола, «Св. Карло, получив сан аббата, раздаёт имущество бедным» (1690).
- Джорджо Бонола, «Чудо Марко Спаньоло» (1681).
- Филиппо Аббьяти, «Торжественный въезд Св. Карло в Милан» (1670—1680).
- Карло Буцци, «Чудо сестры Кандиды Агуди» (1610).

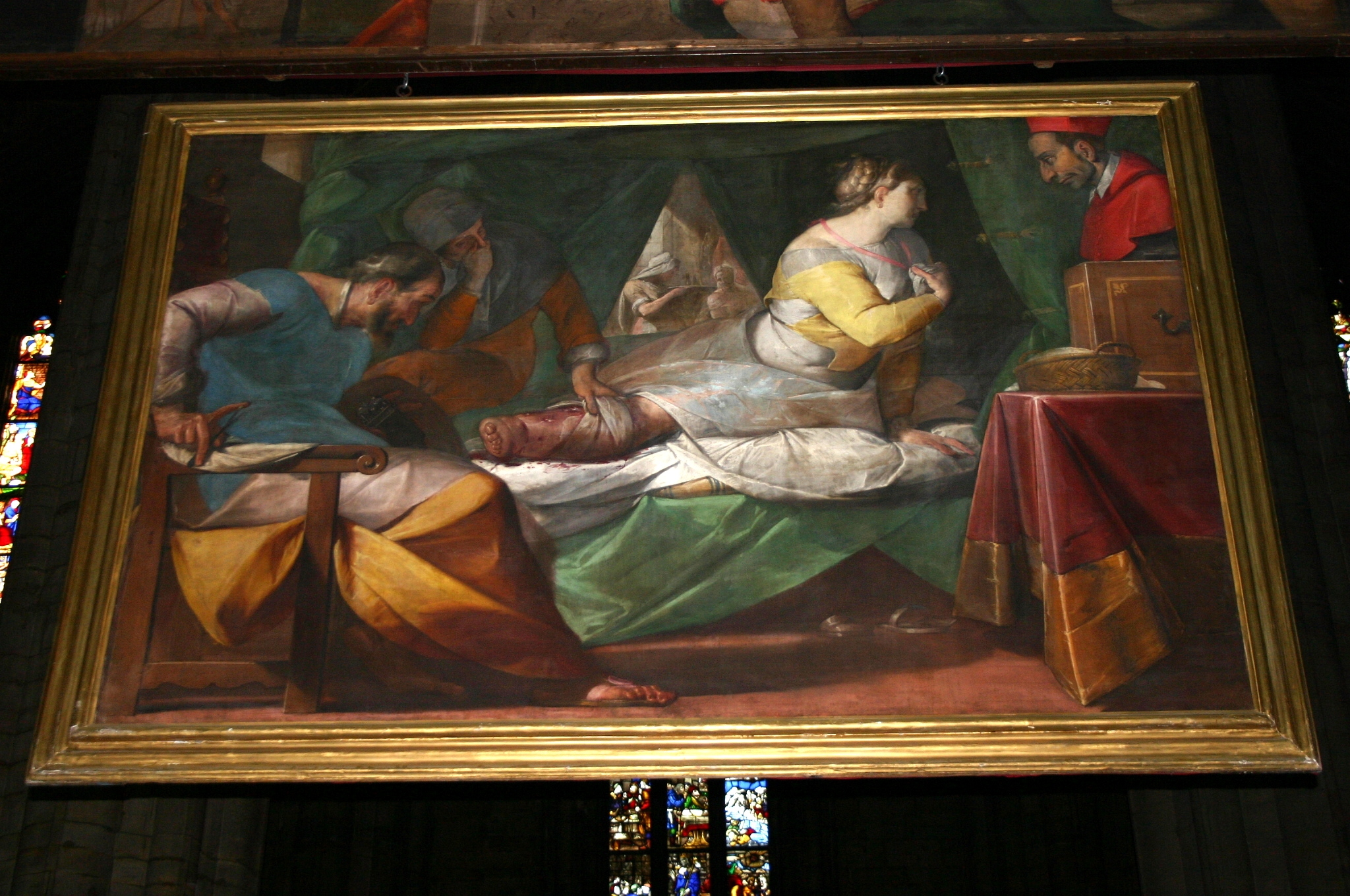
Джован Баттиста Креспи по прозвищу Черано, «Чудо Аурелии дельи Анджели» (1610).

- Джован Баттиста Креспи по прозвищу Черано, «Св. Карло продаёт княжество Ориа» (1602).

- Джован Баттиста Креспи по прозвищу Черано, «Чудо Аурелии дельи Анджели» (1610).
- Паоло Камилло Ландриани по прозвищу Дукино и Пьер Франческо Маццукелли по прозвищу Мораццоне, «Отказ Св. Карло от титулов и чинов путём вверения себя папе Григорию XIII» (1602).
- Паоло Камилло Ландриани по прозвищу Дукино, «Чудо Анны Мишковец Браника» (1610).
- Братья Джованни Баттиста и Джованни Мауро делла Ровере по прозвищу Фьямменгини «Св. Карло председательствует на синоде епархии» (1602).
- Джулио Чезаре Прокаччини"Чудо Марты де Виги, страдавшей болезнью глаз" (1610).
- Карло Буцци, «Св. Карло организует преподавание христианского учения» (1604).
- Карло Буцци, «Чудо сестры Анджелы Антонии де Сенис» (1610).
- Паоло Камилло Ландриани по прозвищу Дукино, «Св. Карло посещает долину Мезолчина в Швейцарии для возвращения протестантов в лоно католицизма» (1602).
- Паоло Камилло Ландриани по прозвищу Дукино, «Чудо Марины Ферраро в Кракове» (1610).
- Паоло Камилло Ландриани по прозвищу Дукино, «Св. Карло посещает больных» (1604).
- Джован Баттиста Креспи по прозвищу Черано, «Чудо Джованны Мароне» (1610).
- Паоло Камилло Ландриани по прозвищу Дукино, «Св. Карло проводит ночи в покаянии и молитве» (1604).
- Неизвестный художник XVII века, «Чудо ноги, поражённой гангреной».

### Правыйтрансепт
- Карло Карлоне «Св. Карло сжигает, не открывая, письмо с именами своих врагов» (середина XVIII века).
- Джорджо Нойерс «Чудо Маргериты Монти» (1610).
- Братья Д. Б. и Д. М. делла Ровере по прозвищу Фьямменгини «Нападение убийцы, вооружённого аркебузой» (1602).
- Джулио Чезаре Прокаччини «Паралитик Джероламо Байо исцеляется у могилы Св. Карло» (1610).
- Джован Баттиста Креспи по прозвищу Черано, «Св. Карло открывает колледжи иезуитов, варнавитов и театинцев» (1603).
- Джован Баттиста Креспи по прозвищу Черано, «Выздоровление капуцина фра Себастьяно из Пьяченцы» (1610).
- Братья Д. Б. и Д. М. делла Ровере по прозвищу Фьямменгини «Св. Карло посещает церковные округа и провинции» (1603).
- Джулио Чезаре Прокаччини «Чудо сестры Паолы Джустины Казати» (1610).

### Левый трансепт

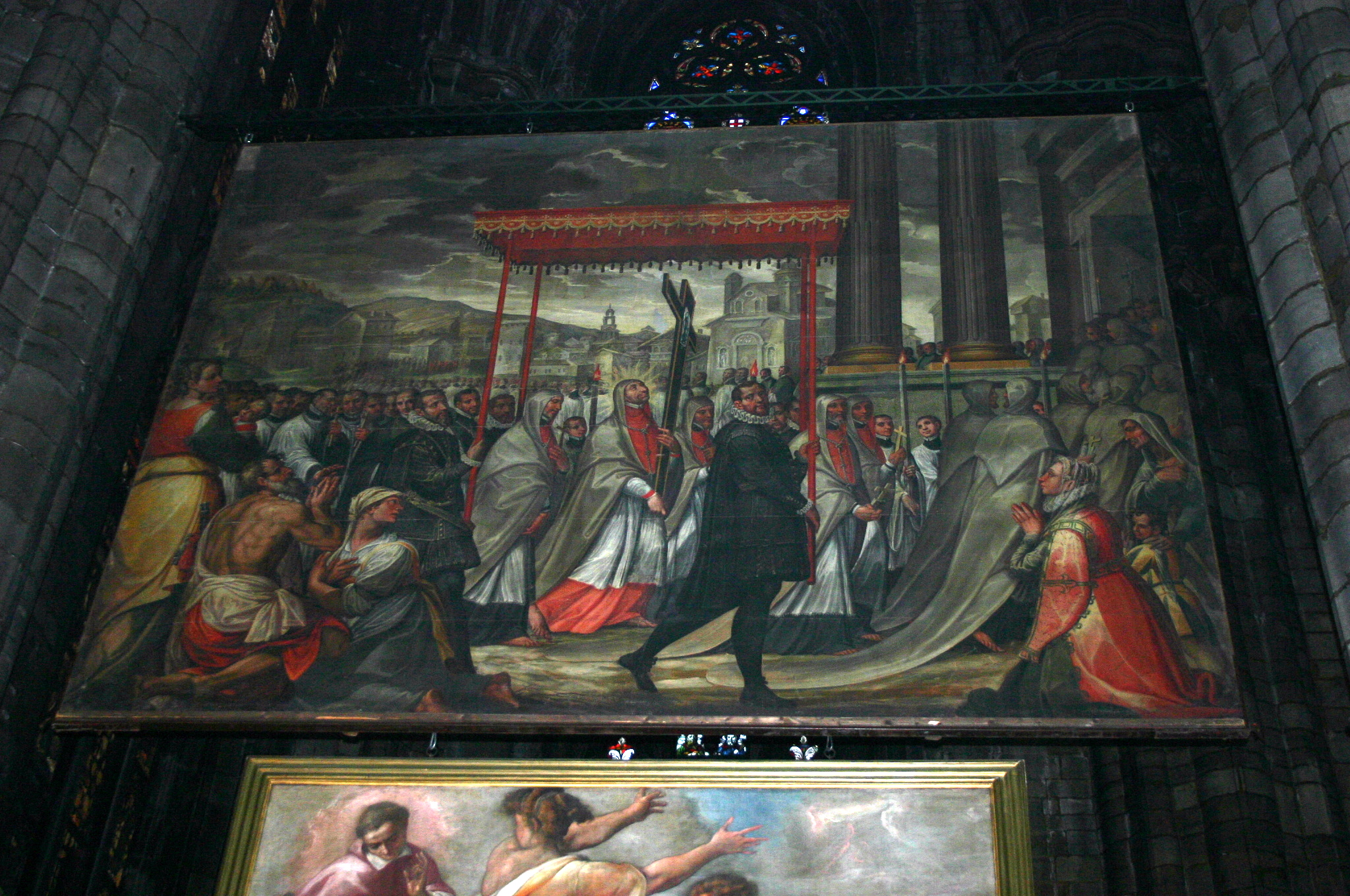
Братья Д. Б. и Д. М. делла Ровере по прозвищу Фьямменгини «Во время эпидемии чумы св. Карло несёт во главе процессии священный гвоздь из распятия Христа» (1602).

- Доменико Пеллегрини «Св. Карло торжественно переносит мощи святых» (1603).

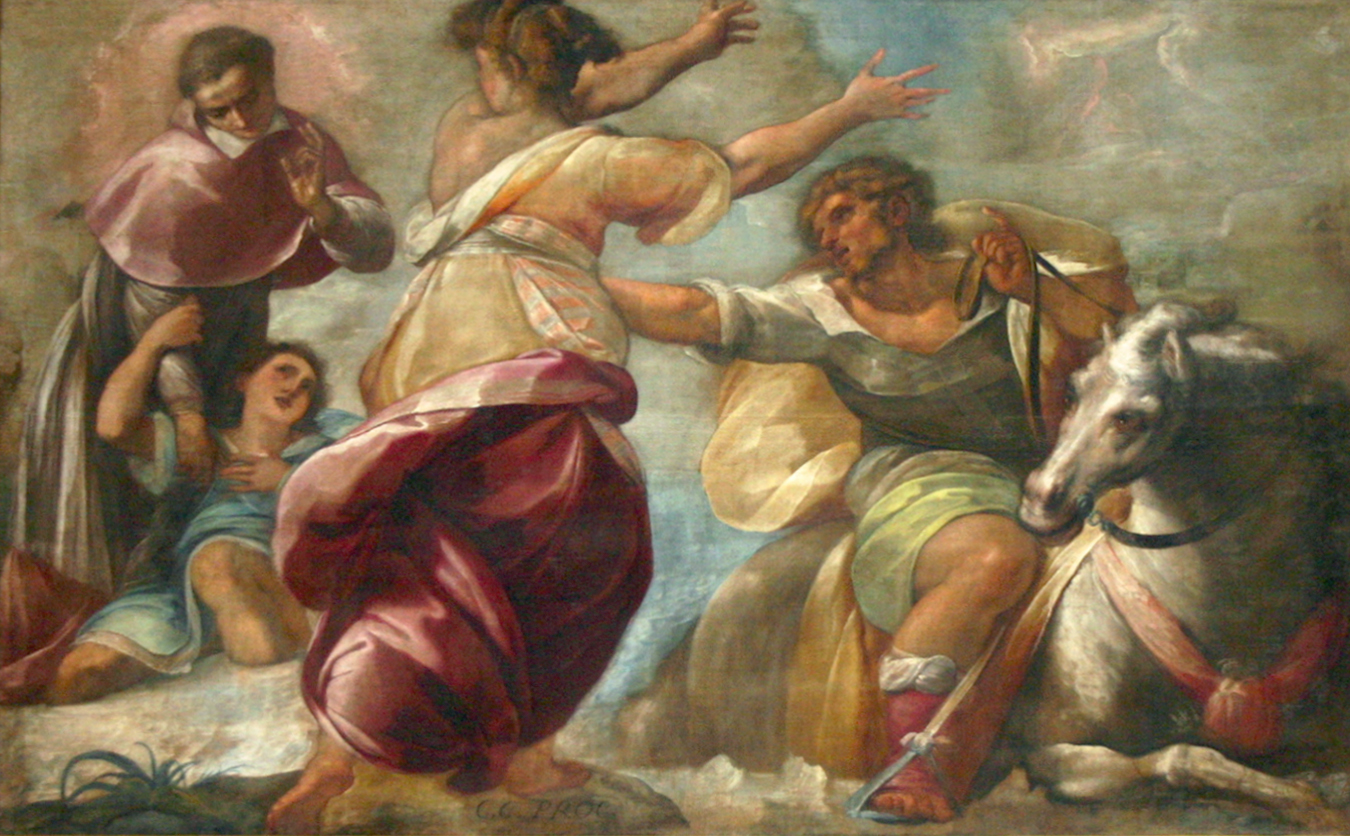
Д. Ч. Прокаччини «Чудо юного Джован Баттиста Тироне» (1610).

- Джулио Чезаре Прокаччини «Чудо Карлино Нава, рождённого слепым» (1610).
- Братья Д. Б. и Д. М. делла Ровере по прозвищу Фьямменгини «Во время эпидемии чумы св. Карло несёт во главе процессии священный гвоздь из распятия Христа» (1602).

- Джулио Чезаре Прокаччини «Чудо юного Джован Баттиста Тироне» (1610).
- Паоло Камилло Ландриани по прозвищу Дукино, «Св. Карло причащает больных чумой» (1602).
- Паоло Камилло Ландриани по прозвищу Дукино, «Чудо Франческо Куньоло, который излечился от камней в почках, восемь дней простояв на коленях на могиле св. Карло» (1610).
- Джован Баттиста Креспи по прозвищу Черано, «Св. Карло посещает больных чумой» (1602).
- Джован Баттиста Креспи по прозвищу Черано, «Чудо безнадёжно больной Маргериты Вертуа, выздоровевшей после благословения Св. Карло, который проходил по Ювелирной улице мимо ювелирного магазина её мужа» (1610).

### Левая сторона нефа от пресвитерия ко входу
- Карло Буцци «Св. Карло основывает конгрегацию облатов» (1603).
- Неизвестный художник XVII века, «Чудо ноги, исцелённой чулком св. Карло».
- Джован Баттиста Креспи по прозвищу Черано, «Св. Карло воздвигает в городе кресты по случаю окончания эпидемии чумы» (1603).
- Джован Баттиста Креспи по прозвищу Черано, «Чудо Беатриче Креспи, излечившейся от рака груди» (1610).
- Неизвестный художник конца XVII века, «Св. Карло открывает приют для сирот».
- Алессандро Вайани «Чудо сестры Анджелики Ландриани» (1610).
- Паоло Камилло Ландриани по прозвищу Дукино и Пьер Франческо Маццукелли по прозвищу Мораццоне, "Св. Карло, направляясь в Турин на поклонение плащанице, встречает герцогов Савойских (1602).
- Паоло Камилло Ландриани по прозвищу Дукино, «Выздоровление Анджелы Паолы Боттиджеллы» (1610).
- Братья Д. Б. и Д. М. делла Ровере по прозвищу Фьямменгини, «Св. Карло удаляется на гору Варалло для духовного совершенствования» (1602).
- Джулио Чезаре Прокаччини «Чудо каменщика Доменико Брусадоре» (1610).
- Паоло Камилло Ландриани по прозвищу Дукино, «Св. Карло основывает монастыри капуцинок, св. Урсулы для девиц и св. Анны для вдов» (1603).
- Паоло Камилло Ландриани, по прозвищу Дукино, «Чудо Мелькиорре Бариола» (1610).
- Карло Антонио Прокаччини, «Умирающий св. Карло принимает причастие» (1604).
- Джорджо Нойерс, «Чудо Джован Джакомо Ломаццо» (1610).
- Неизвестный художник конца XVII века, «Похороны св. Карло в Миланском соборе».
- Неизвестный художник XVII века, «Чудо Вирджинио Казати».
- Джакомо Парравичини, «Скопление народа у гробницы св. Карло в Миланском соборе» (1694—1695).
- Джакомо Парравичини, «Св. Карло, призванный на помощь присутствующим при том художником Парравичини, спасает молодого Карлантонио Песталоцца, которого конь сбрасывает с обрыва» (конец XVII века).

### Справа за органом
- Андреа Ланцани «Св. Карло во славе» (1690).